# Supercopa Polonesa de Voleibol Masculino de 2023
A Supercopa Polonesa de Voleibol Masculino de 2023, oficialmente Supercopa Polonesa AL-KO de 2023 por questões de patrocínio, foi a 12.ª edição deste torneio organizado anualmente pela  Liga Polonesa de Voleibol (PLS). Ocorreu no dia 3 de novembro, na cidade de Katowice, na Arena Spodek.
Pela terceira vez consecutiva, ZAKSA Kędzierzyn-Koźle e Jastrzębski Węgiel disputaram o título da Supercopa Polonesa, tendo a equipe de Kędzierzyn-Koźle levado a melhor ao conquistar seu terceiro título com uma vitória em cinco sets. O ponteiro polonês Bartosz Bednorz foi eleito o melhor jogador da partida.

## Regulamento
O torneio foi disputado em partida única.

## Equipes participantes
| Equipe                 | Cidade           | Qualificação                          | Última participação |
| ---------------------- | ---------------- | ------------------------------------- | ------------------- |
| Jastrzębski Węgiel     | Jastrzębie-Zdrój | Campeão da PlusLiga de 2022–23        | 2022                |
| ZAKSA Kędzierzyn-Koźle | Kędzierzyn-Koźle | Campeão da Copa da Polônia de 2022–23 | 2022                |

## Local da partida
| Katowice, Polônia  |
| Arena Spodek       |
| ------------------ |
|                    |
| Capacidade: 11 000 |

## Resultado
| Data  | Hora  |                    | Placar |                        | Set 1 | Set 2 | Set 3 | Set 4 | Set 5 | Total   | Relatório |
| ----- | ----- | ------------------ | ------ | ---------------------- | ----- | ----- | ----- | ----- | ----- | ------- | --------- |
| 3 nov | 17:30 | Jastrzębski Węgiel | 2–3    | ZAKSA Kędzierzyn-Koźle | 25–20 | 26–24 | 29–31 | 19–25 | 12–15 | 111–115 | Relatório |

## Premiação
| Supercopa Polonesa de 2023                  |
| ------------------------------------------- |
| ZAKSA Kędzierzyn-Koźle Campeão (3.º título) |

| Elenco |
| --- |
| Łukasz Kaczmarek, Jakub Wiercinski, Przemysław Stępień, Marcin Janusz, Twan Wiltenburg, Bartosz Bednorz, Aleksander Śliwka, Andreas Takvam, David Smith, Dmytro Paszycki, Erik Shoji, Korneliusz Banach, Daniel Chițigoi |
| Técnico |
| Tuomas Sammelvuo |